# Tsaractenus grenierri
Tsaractenus grenierri är en loppart som beskrevs av Klein 1968. Tsaractenus grenierri ingår i släktet Tsaractenus och familjen smågnagarloppor. Inga underarter finns listade i Catalogue of Life.